# Danny Fortson
Daniel Anthony Fortson (ur. 27 marca 1976 w Filadelfii) – amerykański koszykarz, występujący na pozycji skrzydłowego.
W 1994 wystąpił w meczu gwiazd amerykańskich szkół średnich - McDonald’s All-American.

## Osiągnięcia
Na podstawie, o ile nie zaznaczono inaczej.
NCAA
- Uczestnik rozgrywek:
  - Elite 8 turnieju NCAA (1996)
  - II rundy turnieju NCAA (1996–1998)
- Mistrz:
  - turnieju konferencji USA (1996, 1998)
  - sezonu regularnego USA (1996–1998)
- 2-krotny zawodnik roku konferencji USA (1996, 1997)[3]
- MVP turnieju konferencji USA (1996)
- Zaliczony do:
  - I składu:
    - All-American (1997)
    - C-USA (1996, 1997)
    - turnieju C-USA (1996, 1997)

  - II składu All-American (1996)

NBA
- Uczestnik Rookie Challenge (1998)